# オーギュスト・オッタン
オーギュスト・オッタン（Auguste-Louis-Marie Jenks Ottin、1811年11月11日 - 1890年12月7日）はフランスのアカデミック美術の彫刻家である。

## 略歴
パリで生まれた。父親のAuguste Denis Victoire Ottin (1787年生まれ）は工芸家である。1825年にパリ国立高等美術学校に入学し、ダヴィッド・ダンジェの学生になった。11歳でドミニク・アングルのアトリエに入った画家のテオドール・シャセリオー(1819-1856)と友人になり、シャセリオーは1833年にオッタンの肖像画を描いた。オッタンは1836年に、ジャン・マリー・ボナシュー(Jean-Marie Bonnassieux: 1810-1892)とともに彫刻部門のローマ賞を受賞した。その後、5年間、在ローマ・フランス・アカデミーに留学した。 
フランスに戻った後、1841年にサロン・ド・パリに出展した作品が好評で、オルレアン公フェルディナン・フィリップ のような7月王政(1830年-1848年)の要人から注文を受けるようになり、多くの公共施設の仕事をした。
1867年にレジオンドヌール勲章（シュヴァリエ）を受勲した 。
息子のレオン・オーギュスト・オッタン(Léon-Auguste Ottin: 1836-1918)は画家、ステンドグラス作家になり、印象派の画家たちと行動した。オーギュスト・オッタンも1874年にクロード・モネやエドガー・ドガらが企画した「第1回印象派展」と呼ばれる「画家、彫刻家、版画家などによる共同出資会社の第1回展」に、息子とともに参加し、彫刻を出展している。
引退してヌイイ＝シュル＝セーヌで暮らし、そこで亡くなった。

## 作品

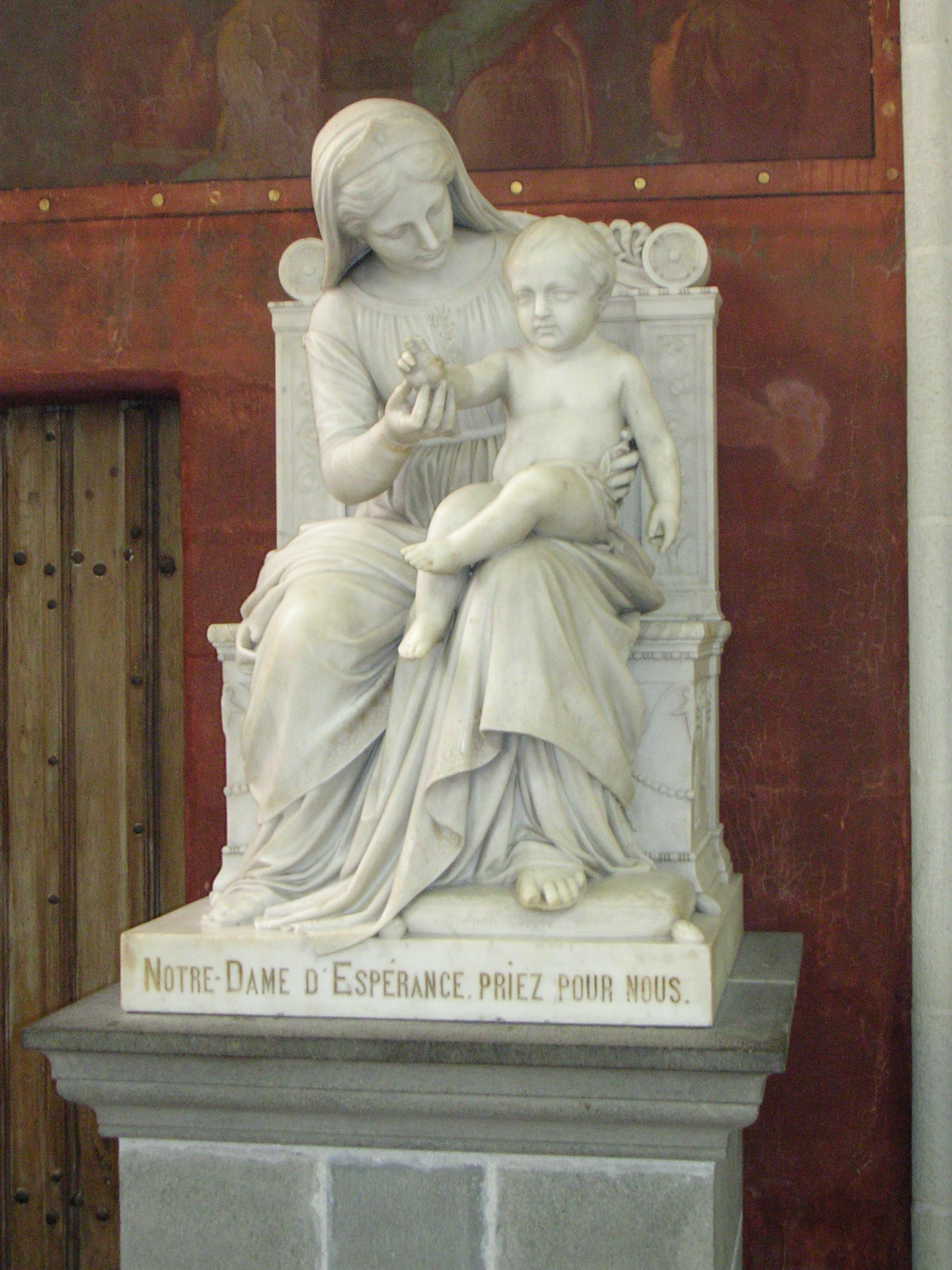
聖母子像(1846)
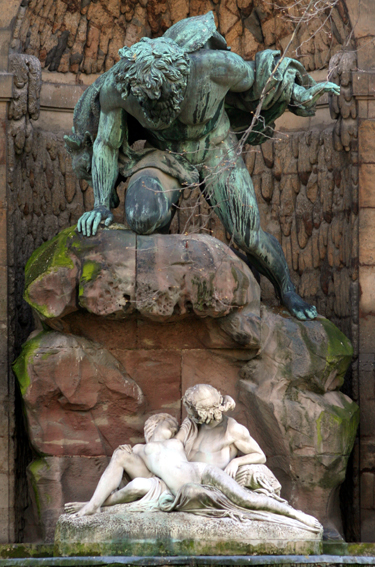
『アーキスとガラテアを驚かせたポリュペーモス』 (1866)
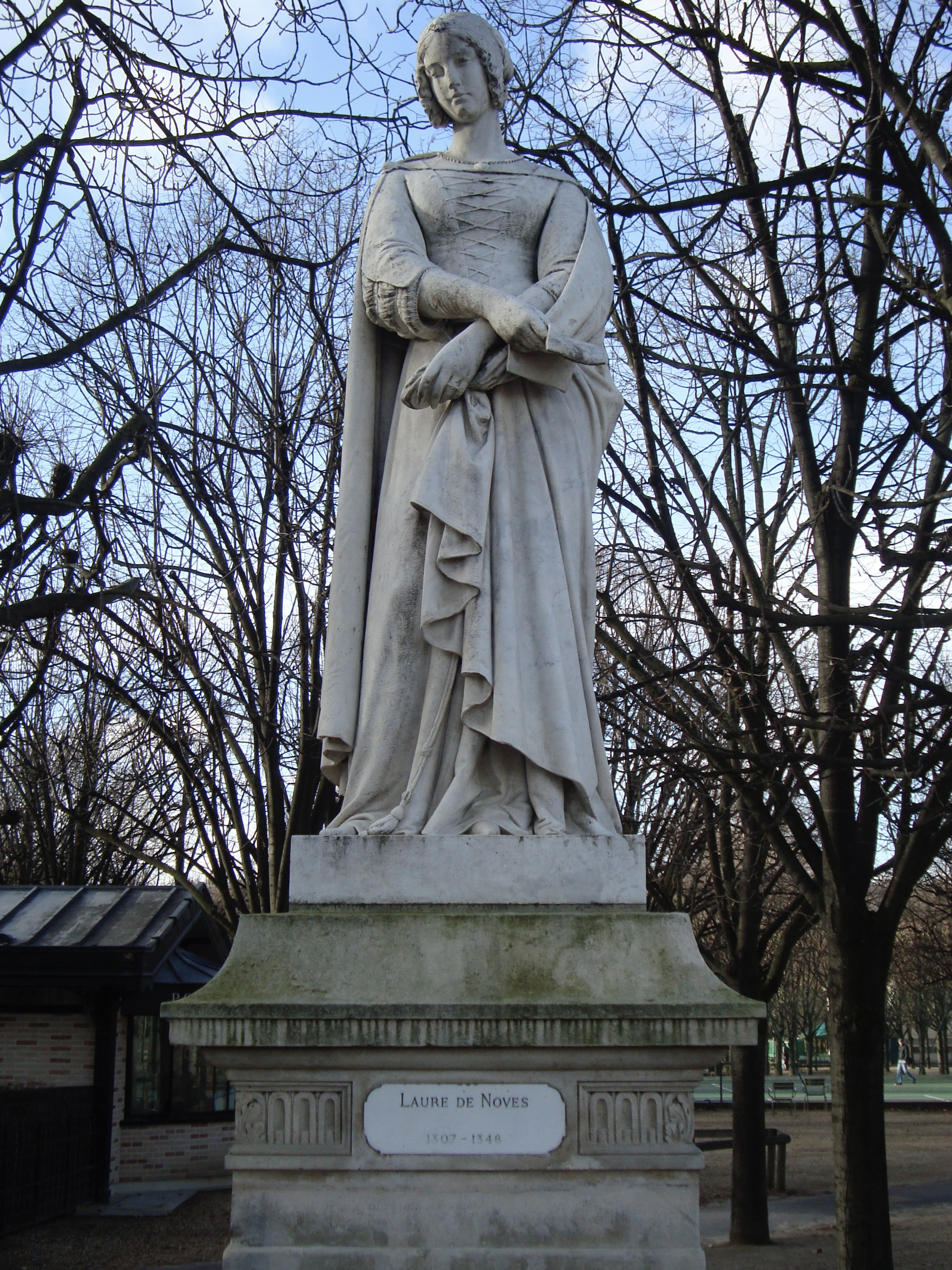
ラウラ・デ・ノベス
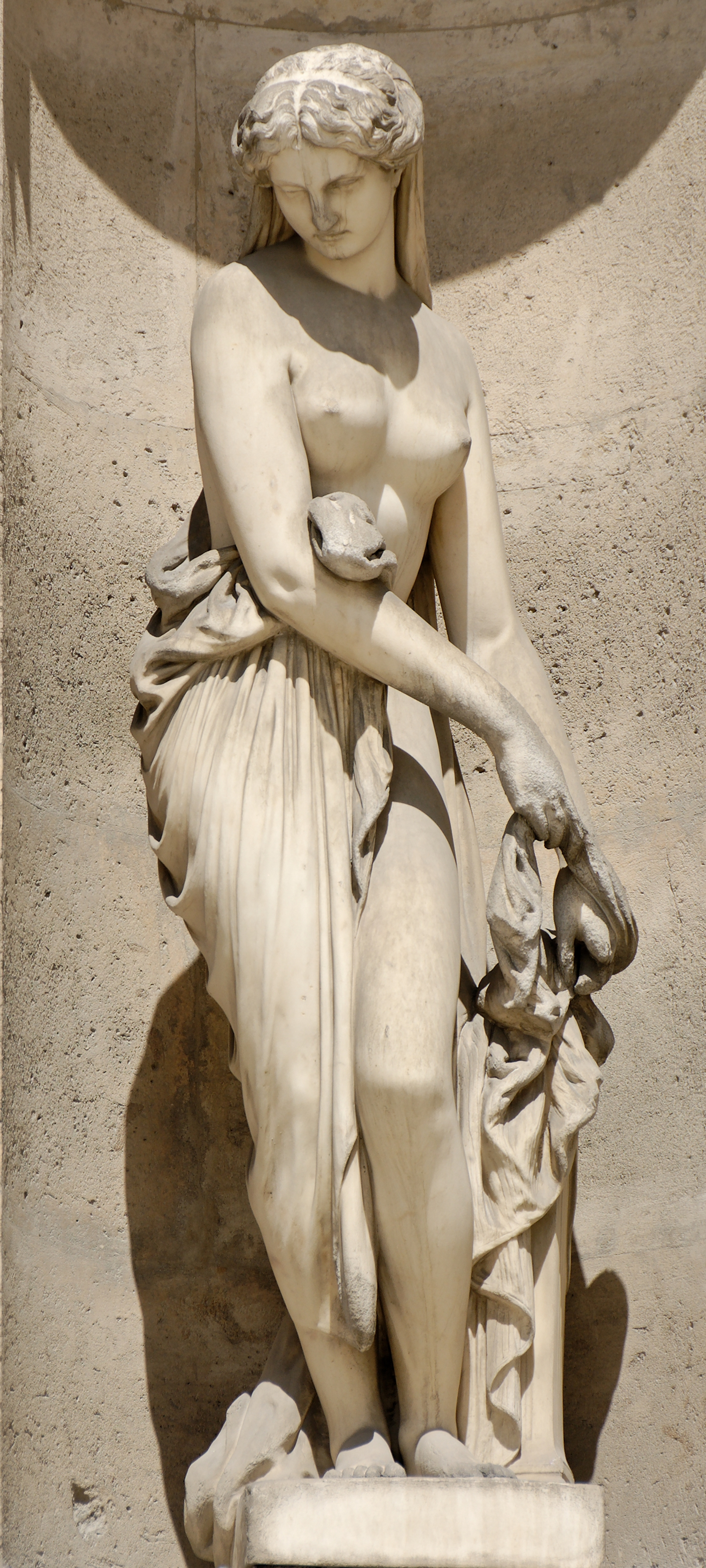
アペレスの前で着衣をぬぐカンパスペ (1883)